# Spica-Klasse (1966)
| HMS Spica im Wasa-Museum in der Nähe von Stockholm | |
| Karriere                                           | |
| Schiffstyp                                         | Schnellboot                                                                                              |
| Schiffsklasse                                      | Spica-Klasse                                                                                             |
| Typschiff                                          | HMS Spica (T121)                                                                                         |
| Einheiten                                          | HMS Spica (T121) HMS Sirius (T122) HMS Capella (T123) HMS Castor (T124) HMS Vega (T125) HMS Virgo (T126) |
| Bauwerften                                         | Götaverken (T121-123) Karlskronavarvet (T124-126)                                                        |
| Stapellauf                                         | 1966 |
| Indienststellung                                   | 1966 |
| Außerdienststellung                                | 1989 |
| Heimathafen                                        | Karlskrona                                                                                               |
| Technische Daten                                   | |
| Wasserverdrängung                                  | 210 t |
| Länge - über alles - Wasserlinie                   | 42,45 m 39,9 m                                                                                           |
| Breite                                             | 7,2 m |
| Tiefgang                                           | 2,6 m |
| Antrieb                                            | 3 × Bristol-Siddeley Proteus 1282 Gasturbinen von je 4'250 PS Leistung 3 × Verstellpropeller             |
| Höchstgeschwindigkeit                              | > 40 kn                                                                                                  |
| Besatzung                                          | 28 |
| Hauptbewaffnung                                    | 6 × 53 cm drahtgelenkte Torped 61                                                                        |
| Rohrwaffen                                         | 1 Bofors Geschütz 57 mm 2 Maschinengewehre 7,62 mm                                                       |
| Weitere Waffen                                     | 1 × 57 mm Raketenwerfer Seeminen/Wasserbomben                                                            |

Die Spica-Klasse war eine Klasse von sechs Torpedoschnellbooten (schwedisch: Torpedbåt) der schwedischen Marine. Von 1966 bis zum Ende des Kalten Krieges waren sie ein zentraler Bestandteil der schwedischen Landesverteidigung.

## Geschichte
In den 1960er Jahren, als der Ostblock als Hauptbedrohung für die schwedische Neutralität gesehen wurde, wurde ein Nachfolger für die von der deutschen Lürssen Werft gebaute Plejad-Klasse gesucht. Hauptaufgabe sollte die Verteidigung der langen schwedischen Küste an der Ostsee mit ihrer geringen Wassertiefe und zerklüfteten Küstenlinie sein. Die geografischen Gegebenheiten zusammen mit dem Fehlen internationaler Ambitionen sowie den beschränkten finanziellen Mitteln Schwedens ließen das Waffensystem Torpedoboot als optimal geeignet erscheinen. Nachdem man norwegische, deutsche und englische Schnellboottypen begutachtet hatte, wurde wieder der deutschen Lürssen-Werft der Vorzug gegeben: Lürssen verkaufte Schweden die Konstruktionszeichnungen der Jaguar-Klasse, woraus Schweden eine eigene Variante entwickeln und komplett selbständig bauen wollte.
Der Auftrag zur Weiterentwicklung des Lürssen-Designs erhielt Götaverken, eine Werft auf Hisingen bei Göteborg. Der Bauauftrag über sechs Boote wurde zu je 50 % auf die Werften Götaverken (heute Teil der Damen-Gruppe) und Karlskronavarvet (heute Kockums und somit Teil von TKMS) aufgeteilt. Götaverken baute dabei die drei Einheiten Spica (T121), Sirius (T122) und Capella (T123), während Karlskronavarvet die drei Boote  Castor (T124), Vega (T125) und Virgo (T126) baute. Die Benennung aller Einheiten erfolgte nach Sternen.
Mit dem Ende des Kalten Krieges und der somit weggefallenen Bedrohung durch den Warschauer Pakt gab es für die inzwischen veralteten Boote der Spica-Klasse – Raketenschnellboote hatten Torpedoboote längst abgelöst – keine Verwendung mehr. Deshalb wurden 1989 alle sechs Boote ausgemustert.

## Technik
Die Spica-Klasse gehörte bei ihrer Indienststellung zu den modernsten Kriegsschiffklassen der Welt. Sie war in verschiedenen Bereichen, insbesondere Rumpfbau, Antriebskonzept und Bewaffnung im Vergleich zu ihren Vorgängern und der Entwicklungsvorlage – der Plejad-Klasse respektive die Jaguar-Klasse – revolutionär. Die Sowjetunion läutete zur gleichen Zeit mit ihren Schnellbooten der Komar-Klasse und der Osa-Klasse jedoch bereits das nächste Zeitalter, das Zeitalter der Raketenschnellboote ein.

### Schiffsplattform
Im Gegensatz zu den deutschen Vorbildern war der Rumpf aus Stahl gefertigt. Die Länge auf Wasserlinie betrug 39,9 m, über alles betrug sie 42,45 m. Die Boote waren 7,2 m breit und hatten einen Tiefgang von 2,6 m. Dabei betrug die Wasserverdrängung 210 t.
Die Besatzung bestand aus 27 bis 30 Personen; gewöhnlich waren es 28 Mann.

### Antrieb
Ebenfalls im Kontrast zu den deutschen Vorbildern wurde nach britischen Plänen ein reiner Gasturbinenantrieb eingebaut. Dabei setzten drei Gasturbinen des britischen Herstellers Bristol-Siddeley vom Typ Proteus 1282 von je 4250 PS beziehungsweise 3170 kW über drei Wellen drei Verstellpropeller in Bewegung. Damit konnten die Boote auf über 40 kn (~74 km/h) beschleunigen.
Zur Stromversorgung waren zwei weitere kleinere Gasturbinen von je 224 PS des Herstellers MTU an Bord, welche jeweils einen Generator antrieben.

### Bewaffnung
Die Hauptbewaffnung stellten sechs Torpedorohre im Kaliber 533 mm für drahtgelenkte Torpedos Torped 61 dar. Alle sechs Torpedorohre waren starr in einer leicht von der Längsachse abgewinkelten Position montiert. In jedem der Rohre wurde ein Torpedo mitgeführt; es gab an Bord keine Ersatztorpedos. Als Neuerung gegenüber vorangehenden deutschen und schwedischen Torpedobooten wurden drahtgelenkte anstelle ungelenkter Torpedos verwendet. Damit wurde es erstmals möglich, die Laufrichtung eines Torpedos auch nach Abschuss zu beeinflussen, was die Trefferwahrscheinlichkeit erhöhte.
Als Sekundärbewaffnung wurde ein 57 mm Mark I Schiffsgeschütz des schwedischen Herstellers Bofors eingerüstet. Die Waffe, deren Länge 70 Kaliberlängen beträgt, konnte 200 Schuss pro Minute über eine effektive Reichweite von 8500 m feuern. Die maximale Reichweite lag bei 17.000 m. Diese Parameter erlaubten den effektiven Einsatz gegen See-, Luft- und Landziele.
Als Ergänzung standen noch zwei Maschinengewehre im Kaliber 7,62 mm sowie ein Raketenwerfer im Kaliber 57 mm zur Verfügung. Letzterer konnte Leuchtraketen oder IR- oder Radartäuschkörper verschießen.

### Weiteres
Jedes der Spica-Boote verfügte über ABC-Schutz. Die Boote konnten luftdicht verschlossen werden und die gesamte Frischluft wurde durch ein spezielles Filtersystem geleitet.
Außerdem verfügten die Boote über ein für damals höchst modernes Feuerleitsystem bestehend aus einem Feuerleitradar sowie einem noch recht primitiven Computer. Somit konnten präzise Feuerleitlösungen für die Torpedos berechnet werden.

## Verbleib
Alle Boote, außer HMS Spica (T121), wurden nach dem Ende ihrer Dienstzeit verschrottet. Die Spica wurde hingegen als Museumsschiff der Öffentlichkeit zugänglich gemacht. Bis 2002 lag sie in ihrem ehemaligen Heimathafen Karlskrona als Museumsschiff. Seit 2002 liegt sie in den Sommermonaten im Vasa-Museum in der Nähe von Stockholm, wo sie jedes Wochenende besichtigt werden kann. In den Wintermonaten liegt sie in einem Marinestützpunkt, wo sie der Öffentlichkeit nicht zugänglich ist. Die Spica ist nach wie vor voll fahrtüchtig und unternimmt in den Sommermonaten auch Fahrten, welche gebucht werden können.